# مالاتسکی
مالاتسکی (به لاتین: Malacky) یک شهرک با جمعیت ۱۷٬۸۴۷ نفر که در Malacky District، اسلواکی واقع شده‌است.